# Lugomgola Mateso
Lugomgola Mateso – kongijski piłkarz występujący na pozycji pomocnika.

## Kariera klubowa
W swojej karierze Mateso występował między innymi w Belgii, gdzie był zawodnikiem klubu KTH Diest, grającego w drugiej lidze.

## Kariera reprezentacyjna
W 1994 roku Mateso został powołany do reprezentacji Zairu na Puchar Narodów Afryki. Zagrał na nim w meczu z Mali (1:0), a Zair odpadł z turnieju w ćwierćfinale.